# Hoplodrina juncta
Hoplodrina juncta là một loài bướm đêm trong họ Noctuidae.